# 枕頭效應
在将集成电路封装组装到印刷电路板上时，枕頭缺陷（ head-in-pillow defect，HIP或head-on-pillow defect，HNP ），也称为球窝缺陷，是焊接过程中的故障。例如，在球栅阵列封装下，封装上预沉积的焊球和施加到电路板上的焊膏可能都熔化，但熔化的焊料位接合。失效接头的横截面显示了零件上的焊球和电路板上的焊膏之间的明显边界，就像枕在枕头上的头部的横截面，而不是埋進枕頭內一样。
此缺陷可能是由於表面氧化或焊料潤濕不良造成的，或是由於焊接過程的熱量導致積體電路封裝或電路板變形造成的。當使用无铅焊料時尤其值得關注，因為無鉛焊料需要更高的加工溫度。
此缺陷可歸因於焊接過程中的一系列事件。最初，球與焊膏接觸。在加熱過程中，電路板和元件會發生熱膨脹，可能會彎曲，並且有些球可能會脫離焊膏。高溫下迅速氧化，當表面再次接觸時，殘留的助焊劑活性可能不足以破壞氧化層。焊膏組合物，例如。具有較高活化溫度的助焊劑以及焊球的潤濕特性是最重要的緩解因素。
由於當電路板或積體電路冷卻時，其翹曲可能會消失，因此可能會產生间歇性故障。由於焊點隱藏在積體電路封裝和印刷電路板之間，因此診斷枕頭缺陷可能需要使用X 射线或EOTPR（光电太赫兹脉冲反射仪）。

## 相关
- 球栅阵列